# Chrysosplenium sinicum
Chrysosplenium sinicum är en stenbräckeväxtart som beskrevs av Carl Maximowicz. Chrysosplenium sinicum ingår i släktet gullpudror, och familjen stenbräckeväxter. Inga underarter finns listade i Catalogue of Life.